# Бівер-Крік (Міннесота)
Бівер-Крік (англ. Beaver Creek) — місто (англ. city) в США, в окрузі Рок штату Міннесота. Населення — 280 осіб (2020).

## Географія
Бівер-Крік розташований за координатами 43°36′45″ пн. ш. 96°21′44″ зх. д. / 43.61250° пн. ш. 96.36222° зх. д. (43.612619, -96.362275).  За даними Бюро перепису населення США в 2010 році місто мало площу 1,28 км², уся площа — суходіл. В 2017 році площа становила 1,37 км², уся площа — суходіл.

## Демографія
Згідно з переписом 2010 року, у місті мешкало 297 осіб у 117 домогосподарствах у складі 86 родин. Густота населення становила 231 особа/км².  Було 122 помешкання (95/км²).
Расовий склад населення:
| - 97,0 % — білих - 1,0 % — чорних або афроамериканців - 0,3 % — корінних американців - 1,7 % — осіб інших рас |

До двох чи більше рас належало 0,0 %. Частка іспаномовних становила 1,3 % від усіх жителів.
За віковим діапазоном населення розподілялося таким чином: 24,6 % — особи молодші 18 років, 63,6 % — особи у віці 18—64 років, 11,8 % — особи у віці 65 років та старші. Медіана віку мешканця становила 36,9 року. На 100 осіб жіночої статі у місті припадало 115,2 чоловіків;  на 100 жінок у віці від 18 років та старших — 107,4 чоловіків також старших 18 років.
Середній дохід на одне домашнє господарство  становив 65 480 доларів США (медіана — 61 250), а середній дохід на одну сім'ю — 75 303 долари (медіана — 71 250). Медіана доходів становила 41 964 долари для чоловіків та 38 438 доларів для жінок. За межею бідності перебувало 9,3 % осіб, у тому числі 5,1 % дітей у віці до 18 років та 12,5 % осіб у віці 65 років та старших.
Цивільне працевлаштоване населення становило 171 осіб. Основні галузі зайнятості: освіта, охорона здоров'я та соціальна допомога — 29,8 %, роздрібна торгівля — 15,8 %, будівництво — 9,4 %, публічна адміністрація — 8,2 %.